# Hastingsia gracilis
Hastingsia gracilis is een mosdiertjessoort uit de familie van de Hastingsiidae. De wetenschappelijke naam van de soort is voor het eerst geldig gepubliceerd in 1883 door MacGillivray.